# (13180) Fourcroy
(13180) Fourcroy (1996 HV19) – planetoida z pasa głównego asteroid okrążająca Słońce w ciągu 5,72 lat w średniej odległości 3,2 j.a. Odkryta 18 kwietnia 1996 roku.